# Monumentos Megalíticos de Alcalar
Os Monumentos Megalíticos de Alcalar são um grupo de túmulos que compõem uma necrópole do período Calcolítico, localizado na freguesia da Mexilhoeira Grande, no município  de Portimão, em Portugal. Foram construídos por uma comunidade que habitou a área por volta dos quarto e terceiro milénios a.C., e que atingiu uma grande complexidade, devido à riqueza natural daquela área. O conjunto arqueológico é formado por cerca de vinte túmulos, além de uma povoação e cinco outros túmulos periféricos. Dois dos monumentos funerários, o sétimo e o nono, foram restaurados e inseridos num percurso de visita, que inclui também um centro interpretativo. Nas imediações é também de interesse um forno de cal do século XVIII.

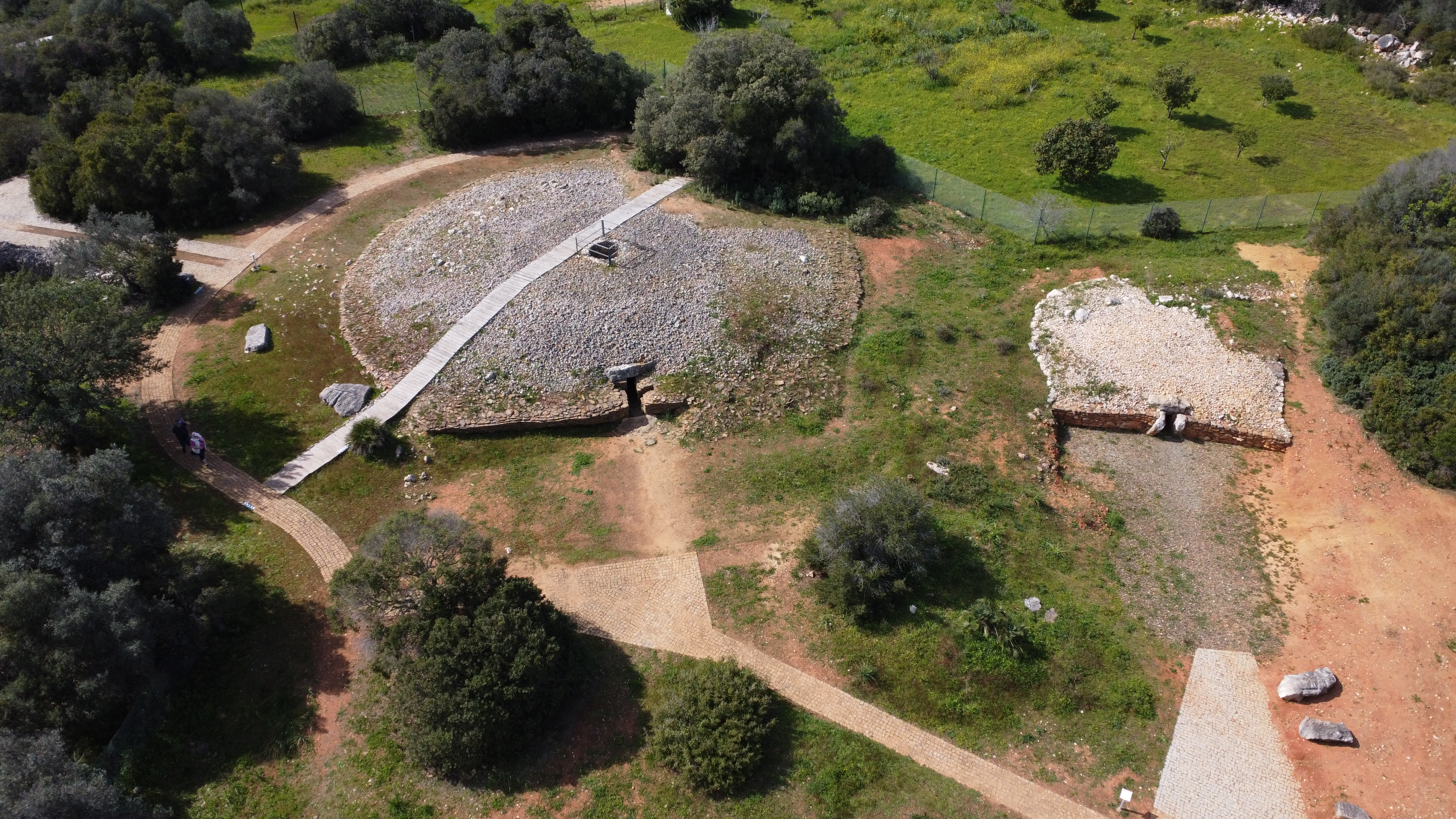
Vista aérea dos Monumentos de Alcalar, em 2023.

## Descrição

### Localização
O sítio arqueológico de Alcalar está situado perto da vila da Mexilhoeira Grande, e a cerca de 9 Km da cidade de Portimão. Insere-se numa área que vai desde a Serra de Monchique a Norte, até à Baía de Lagos a Sul, e que no período pré-histórico dispunha de um vasto conjunto de recursos naturais, como o conjunto lagunar da Ria de Alvor, e as ribeiras da Torre, Farelo e Arão, permitindo a realização de diversas actividades, como a pastorícia, a caça, a pesca, a agricultura e a recolha de moluscos.
O topónimo do local, Alcalar ou Alcalá, é de origem muçulmana, existindo outros nomes semelhantes na região, como Alcantarilha ou Alcaria.

### Conservação e importância
O conjunto dos Monumentos Megalíticos de Alcalar está classificado como Monumento Nacional. É um dos monumentos mais visitados no Algarve, tanto pela população local como pelos turistas. Do ponto de vista arqueológico, é um dos sítios mais importantes na região, devido às estruturas funerárias, e pelo grande número e significado dos objectos que foram encontrados.

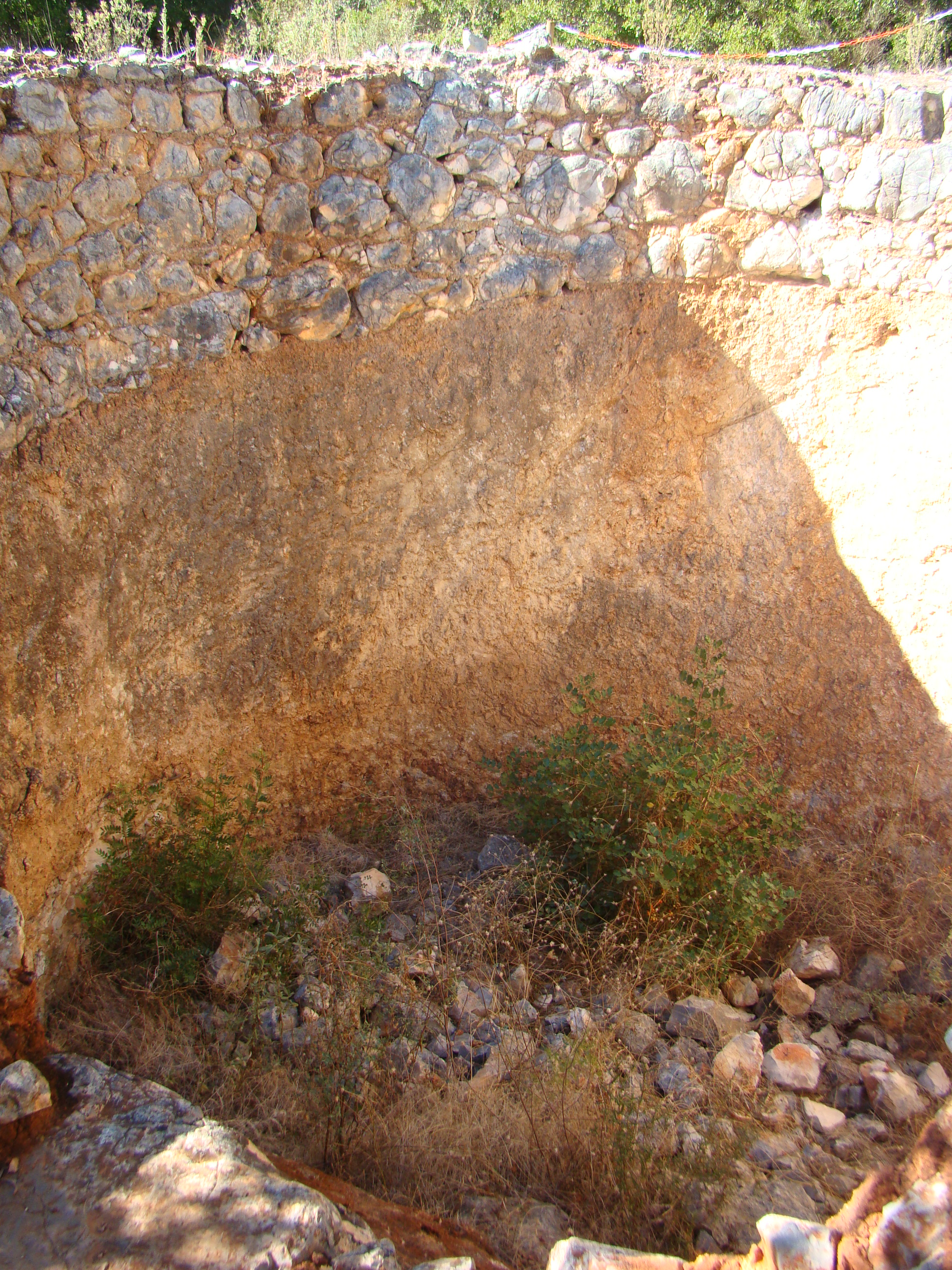
Forno de cal, em 2017.

### Composição
O antigo complexo de Alcalar incluía um povoado e uma necrópole, formada por vários túmulos megalíticos, organizados em vários grupos. Os monumentos funerários foram construídos em grés, tendo o arqueólogo Estácio da Veiga avançado a hipótese que a pedra terá sido extraída da área dos Pegos Verdes, onde se encontrava um conjunto significativo de afloramentos daquele material.

#### Povoado e forno de cal
A zona populacional de Alcalar estava localizada numa colina perto do local dos túmulos, consistindo num conjunto de estruturas, como edifícios e silos, parcialmente escavados no solo, sendo por isso categorizada como Recinto de fossos. Além destes conjuntos de fossos, também foram descobertas estruturas de combustão, e casas de planta semi-circular, com fundações em alvenaria. Neste local foi recolhido um vasto conjunto de espólio, incluindo vestígios de animais, como conchas, peças em pedra polida, e recipientes em cerâmica, o que, em conjunto com as estruturas, testemunha a presença de um povoado neste local, que terá funcionado durante um longo período, entre 3200 a 2000 a.C.
Junto aos monumentos de Alcalar encontra-se um forno de cal de tipologia tradicional, provavelmente de origem setecentista.

#### Túmulos
Ambos os monumentos 7 e 9 têm uma forma aproximada de seio, levando à sua classificação como mamoas. Esta forma, em conjunto com a sua construção num local elevado, poderia servir para serem mais facilmente vistas ao longe, tornando-as como símbolo de poder por parte da povoação que os edificou, e que ficava situada numa colina próxima. Devido à sua construção, em grandes blocos de pedra, tanto o sétimo como o nono túmulos são considerados como monumentos megalíticos. Os túmulos era utilizados apenas para os corpos dos indivíduos mais influentes no povoado, sendo a restante população enterrada noutro local. Isto é comprovado pelos adornos dos corpos nos interiores dos túmulos, em marfim, âmbar, cobre, ouro e pedras verdes, materiais que em certos casos tinham de ser importados de longas distâncias.
Segundo Estácio da Veiga, nos túmulos foram encontrados muitos vestígios osteológicos, embora os esqueletos estivessem muito incompletos e fragmentados, reduzindo as sua capacidade de serem estudados, embora o investigador ainda tenha chegado a algumas conclusões. Por exemplo, quatro dentes encontravam-se muito gastos, situação comum nos vestígios deste tipo da pré-história, e alguns fragmentos de fémures tinham «muita elevação, espessura e sulco fundo na linha aspera, que se nota haver nos cro-magnon». Acrescentou que «a secção transversal da tibia não é prismática ou triangular nos três quintos superiores como geralmente o é nas raças européas actuaes, mas sensivelmente propendente para a platyenemia, isto é, não tendo mais que duas faces bem determinadas, sem que a superior forme angulo elevado. É também caracteristico da família de Cro-Magnon, e de muitos depósitos neolithicos». Referiu igualmente que «Outro osso se indica como caracteristico muitas vezes apreciado em depositos d'esses tempos e é o perono-canellado, como o que represento sob a Fig. 3 [...] No dolmen coberto de Alcalá colligi tres fagmenlos de humeros do braço esquerdo, sendo um d'elles sómente períorado, mas nos outros dois ha tão minguada espessura entre o fundo da cavidade olecraneana o o da coronoidea, que, apontada á luz, se nota ter passado ao estado de translucidez; o que parece mostrar que a força muscular exerceu vigorosa acção n'aquelles pontos de inserção.» Conclui dizendo que  «o conjuncto d'estes caracteristicos ainda assim não permite seguras conclusões: entretanto parece offerecer incontestaveis referencias ás raças neoliticas».

##### Núcleo central
Perto do centro de interpretação de Alcalar, A ocidente da Estrada Municipal 532, nas proximidades do centro de interpretação de Alcalar, encontra-se um grupo de seis monumentos funerários, conhecido como núcleo central. O primeiro monumento, Alcalar 1, é uma anta coberta por uma mamoa, e apresenta um estado de degradação muito avançado. O segundo monumento é um tolo, igualmente coberto por uma mamoa, e também está em mau estado de conservação. O terceiro túmulo, denominado de Alcalar 3, é outro tolo dentro de uma mamoa, e ainda se encontra em bom estado. O monumento Alcalar 4, é igualmente uma mamoa encerrando um tolo, e apresenta um estado de conservação regular, sendo ainda visíveis partes da câmara funerária, tal como os dois monólitos à entrada. O quinto e o sexto monumentos, ambos destruídos, eram tolos que partilhavam a mesma mamoa. O monumento Alcalar 10 está situado junto aos túmulos 1 a 6, e é constituído por um tolo em bom estado de conservação.

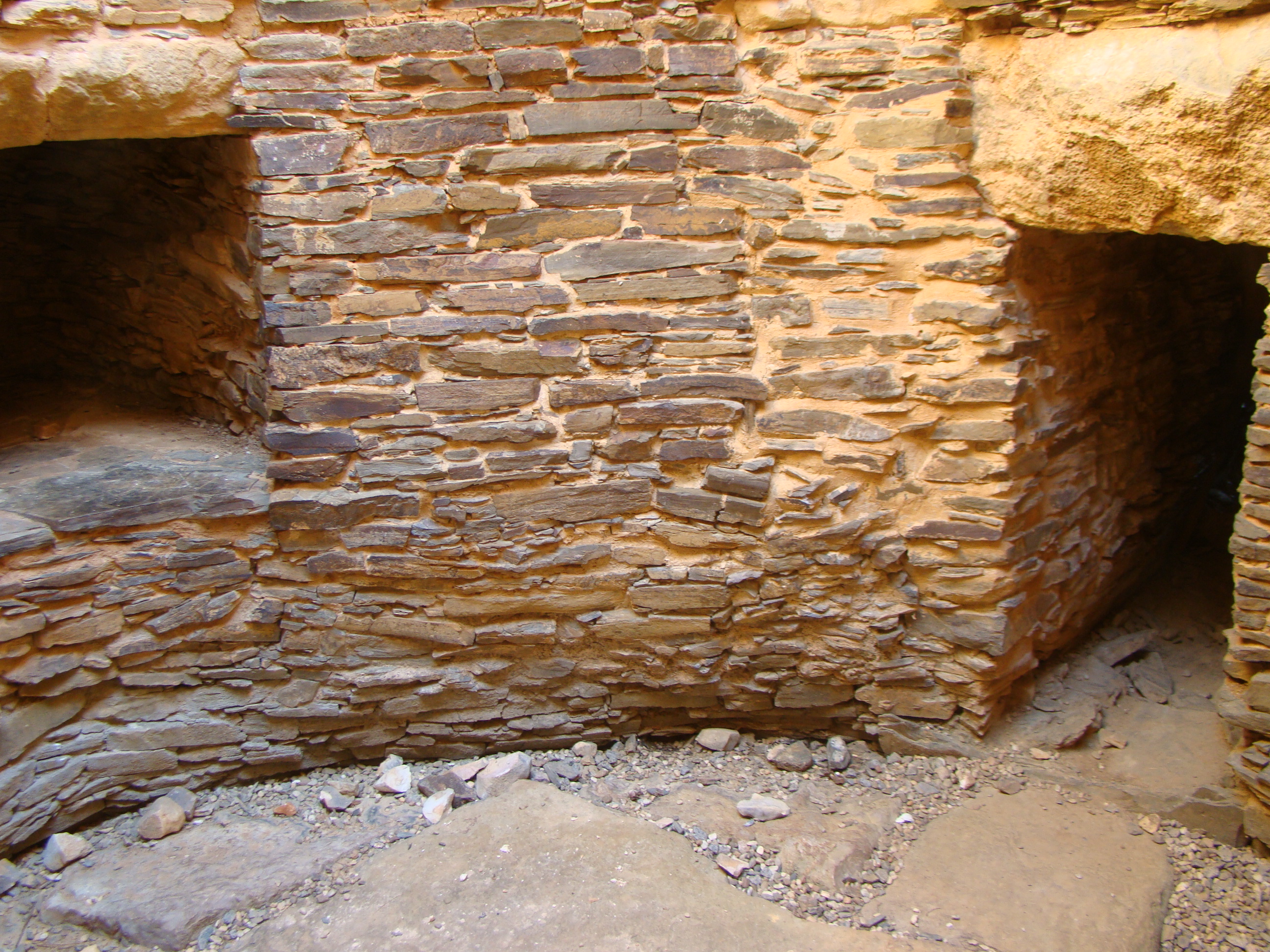
Interior do monumento 7.

##### Monumento 7
Devido ao seu caráter monumental, o tolo 7 (que foi construído no terceiro milénio) constitui um centro de histórico-cultural e científico incontestável do sítio arqueológico, incluindo os vários artefatos descobertos. O túmulo colméia monte de pedras, é construído a partir de um montículo de pedras em torno de um tolo, com um corredor subjacente e uma câmara abobadada. A sua base é composta por xisto e é duplicada em uma parede que rodeia a estrutura, formando um caminho. O seu diâmetro é de 27 m, com uma entrada virada para o leste localizada no meio da estrutura. O acesso à câmara principal é feito através de um corredor virado para o leste, coberto de grandes lajes de pedra calcária que concentram-se estritamente no acesso à cripta. Este espaço é coberto por uma laje de pedra calcária e fica no centro geométrico do túmulo.
O monumento 7 data de meados do terceiro milénio a.C..

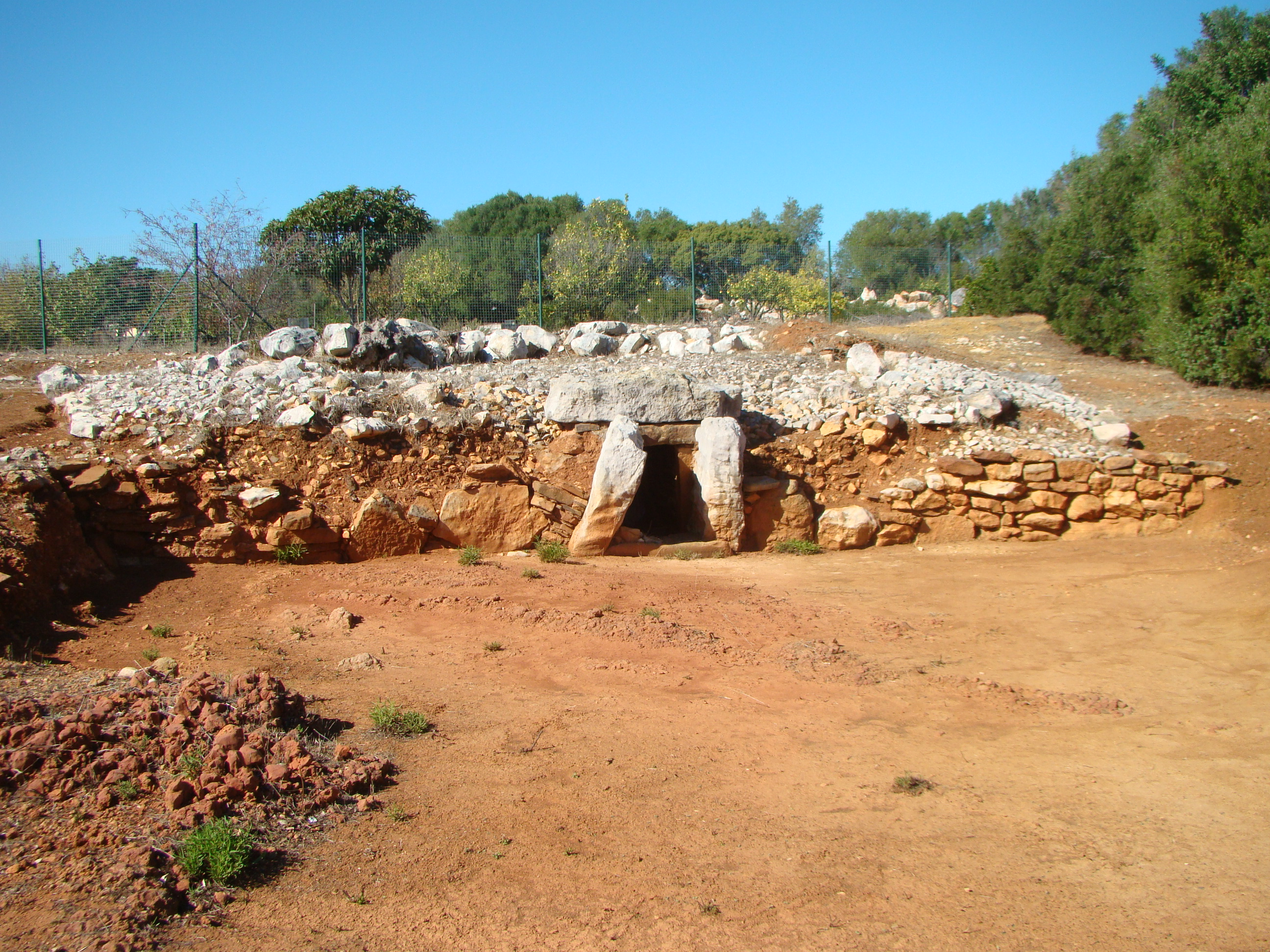
Exterior do Monumento 9, em 2017

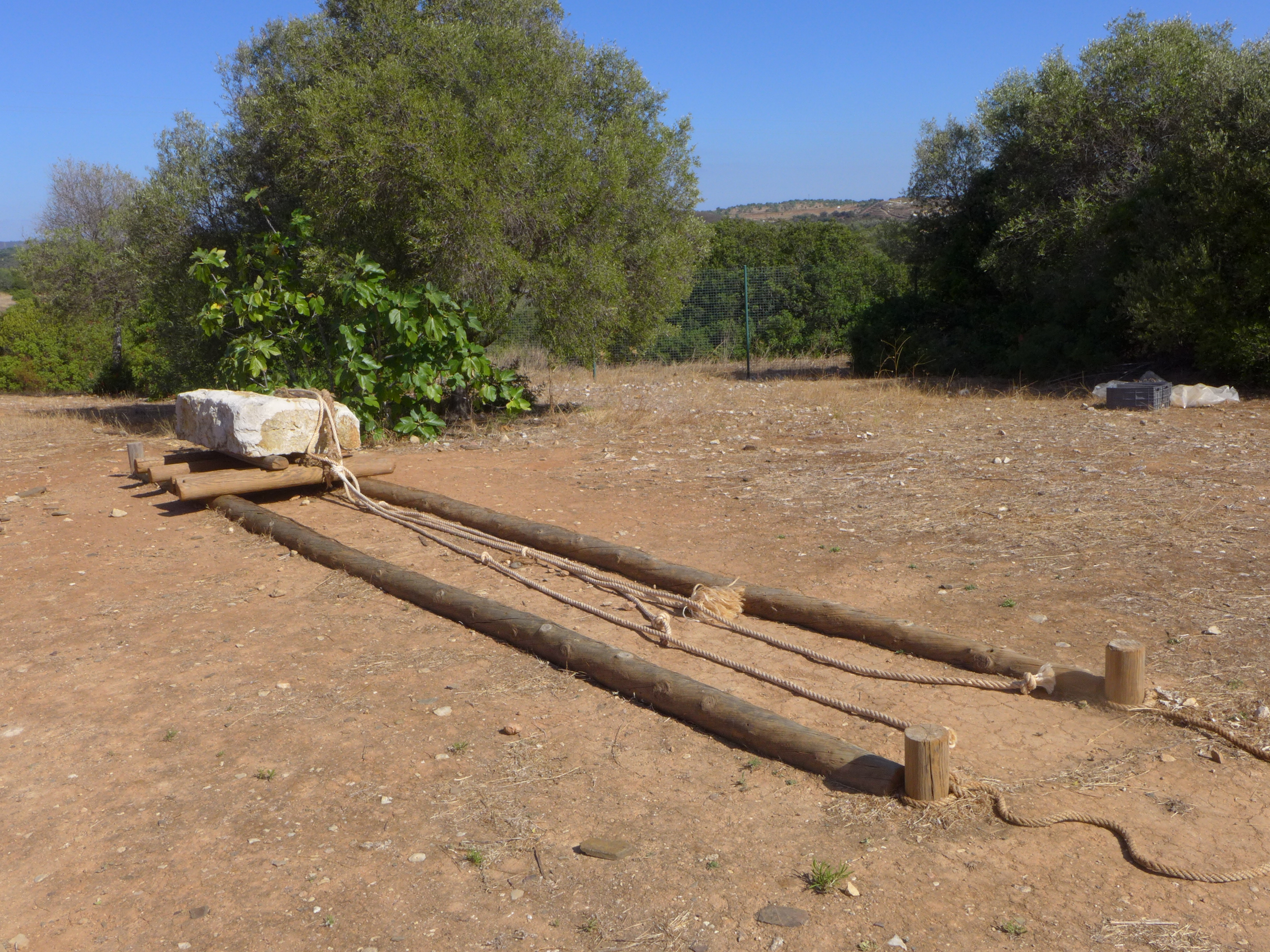
Reconstrução dos métodos utilizados para a deslocação dos blocos de pedra, no Centro de Interpretação de Alcalar.

##### Monumento 9
O monumento 9 foi construído cerca de 200 a 300 anos após o seu antecessor, já nos finais do terceiro milénio ou princípios do segundo. Esta datação foi feita com base nas ossadas de um enterramento secundário, no interior da estrutura. Estes vestígios, que estavam em cima de duas taças de cerâmica, eram compostos por ossos compridos e um crânio de um homem robusto de meia idade, que em certa altura sofreu de um traumatismo craniano, do qual sobreviveu, porque o osso foi reconstruído. A idade dos ossos foi identificada pelo Laboratório de Antropologia da Universidade de Coimbra. No túmulo foram encontrados os vestígios de mais quatro indivíduos, alguns adultos e outros crianças.
Durante as escavações também foi encontrada um osso de falange, que foi inicialmente identificado como sendo de um cavalo e depois como parte de um zebro, um tipo de equídeo já extinto, que viveu na região até ao século XV. Normalmente, as falanges encontradas noutros túmulos estavam decoradas, o que não sucedeu com o osso encontrado no monumento 9. Uma das peças mais importantes encontrada foi um pequeno cilindro de pedra que tinha sido decorado com figuras de olhos, conhecido como o ídolo oculado. A metade decorada do cilindro foi descoberta no local, enquanto que a parte restante foi encontrada entre as terras que tinham sido removidas durante as escavações do século XIX, e que foram depois analisadas. A peça foi alvo de restauro no Museu de Portimão, onde foi exposta.
Foi edificado de forma diferente do seu antecessor, em pedra calcada com barro, o que deixou mais resistente, embora tenham permanecido falhas na estrutura interna, que o terão feito colapsar ainda durante o seu período de utilização. Era de dimensões mais reduzidas do que o sétimo túmulo.

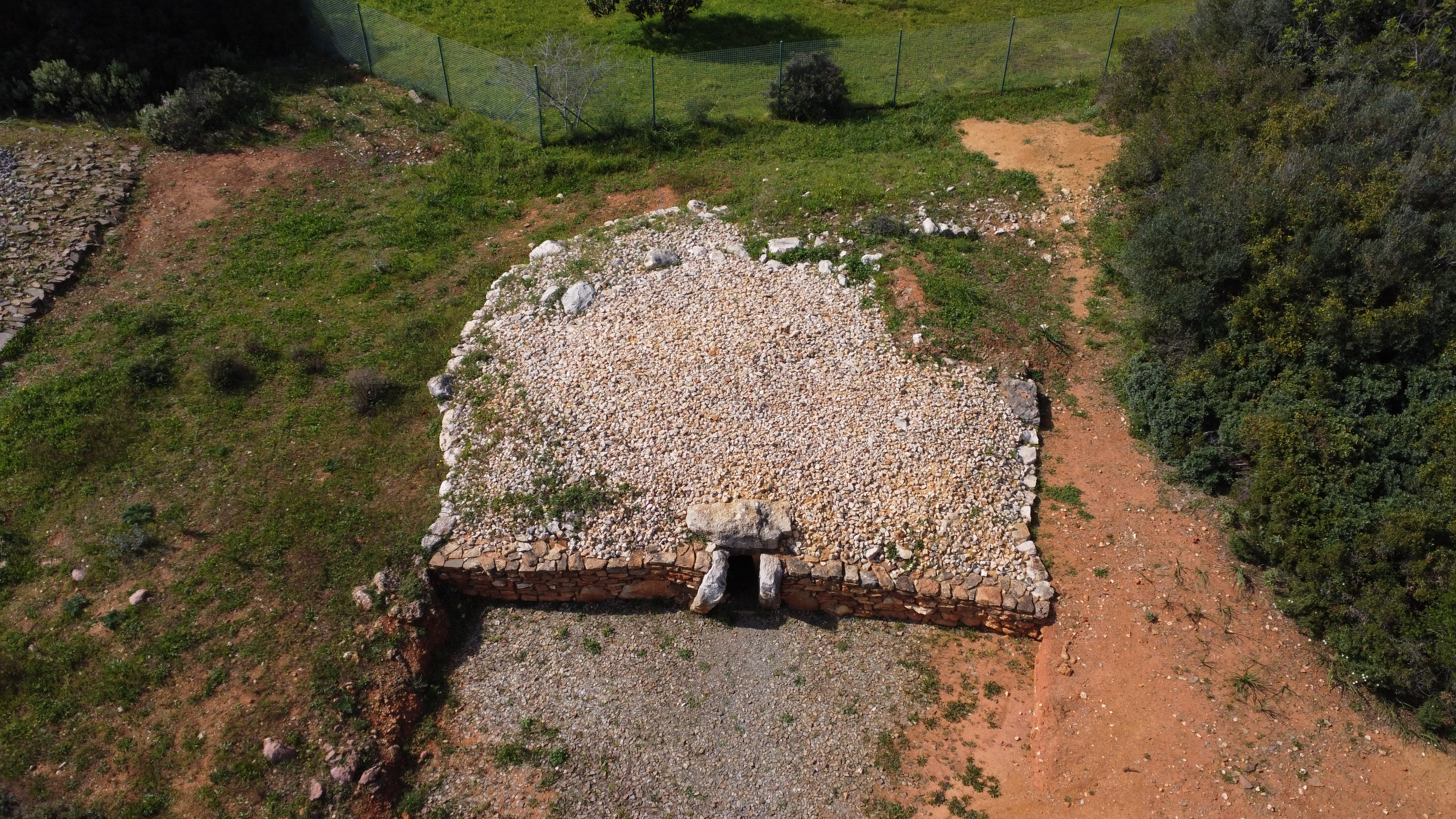
Vista aérea do Monumento 9, em 2023.

Tal como sucedeu com o sétimo monumento, o túmulo 9 era composto por uma câmara interior e um corredor de acesso, que foram ambos instalados com lajes de pedra de grandes dimensões, em calcário ou grês. Esta câmara era habitualmente utilizada para colocar os cadáveres das pessoas mais influentes, que eram acompanhados por vários objectos que simbolizavam o seu poder. O corredor e a câmara foram depois cobertos por pedras de menores dimensões, em certos casos ligados por barro, até formar um monte de forma circular. O túmulo era depois coroado por pequenas pedras, principalmente em calcário branco, de forma a ser mais visível de longe, e finalmente rematado por lajes. Era rodeado por um muro para contenção periférica, que foi erigido em alvenaria de calcário e arenito amarelo. Uma vez que os construtores não sabiam erigir uma abóbada, colocaram uma grande laje de pedra no topo do túmulo, para tapar o furo em cima da câmara interior.
Segundo Elena Morán e Rui Parreira, também é de grande importância o espaço aberto em frente do túmulo, cujas dimensões, quase tão grandes quanto a estrutura em si, possibilitavam a sua utilização em rituais. Com efeito, neste espaço foram encontrados vestígios de reuniões sociais e de partilha comunitária.

##### Núcleo ocidental
Os túmulos 8, 11, 14, 15 e 16 formam o chamado núcleo ocidental do grupo de monumentos de Alcalar. O oitavo e o décimo primeiro eram tolos cobertos por mamoas, tendo o primeiro sido destruído, enquanto que o segundo apresenta um péssimo estado de conservação. O décimo quarto túmulo, em avançado estado de degradação, era também um tolo, tal como o décimo quinto, que tinha mamoa. O monumento Alcalar 16 era outro tolo.

##### Núcleo do Vidigal Velho
Os monumentos 12 e 13 eram ambos tholos que foram destruídos, e formavam o núcleo do Vidigal Velho.

## História

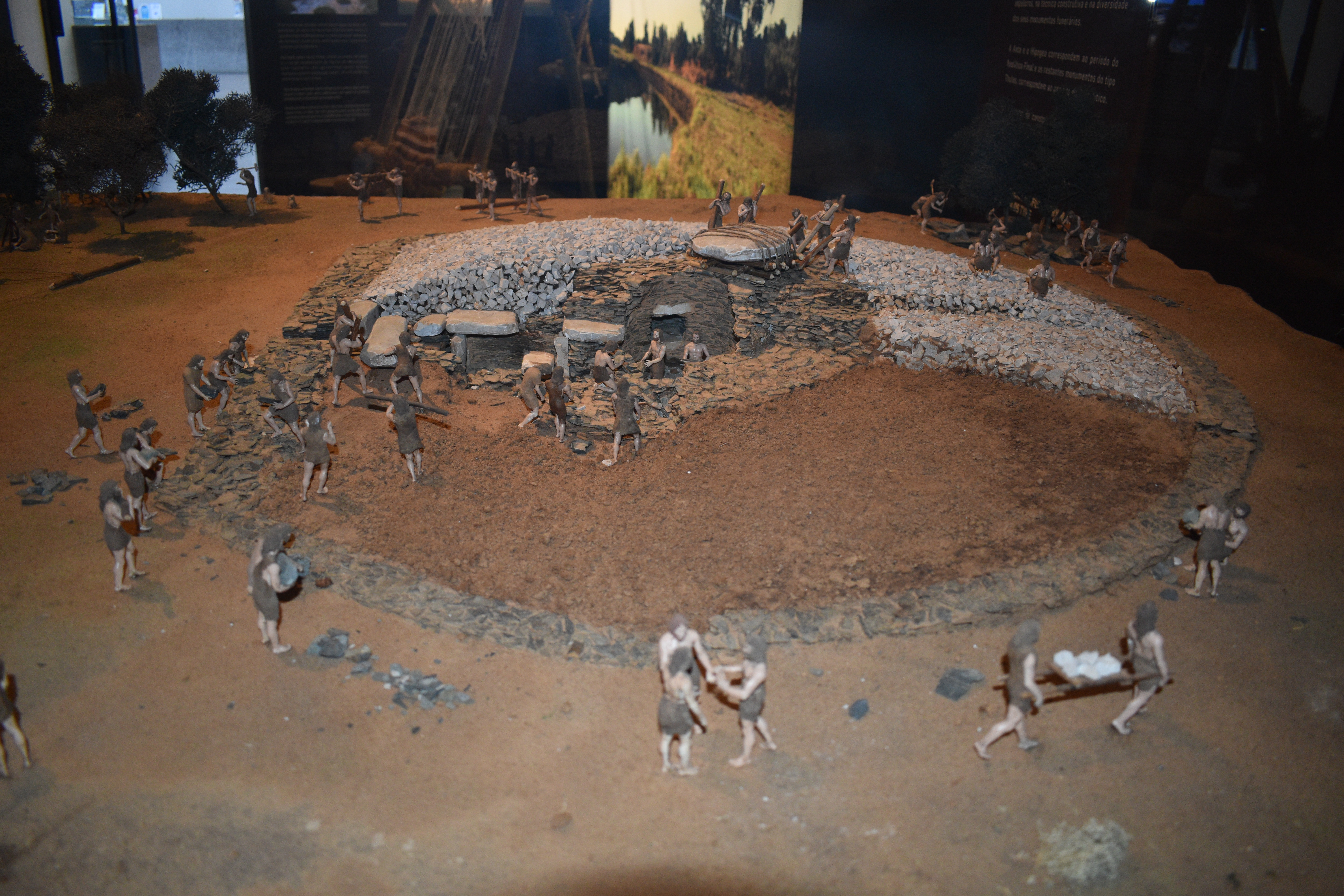
Diorama da construção do monumento 7, no Museu de Portimão.

### Ocupação primitiva
Durante o terceiro milénio a.C., foi formado um assentamento populacional de grandes dimensões na zona de Alcalar, com mais de 25 Ha, e que consistia numa zona residencial e numa necrópole com vários túmulos. Esta comunidade apresentava uma economia multifacetada, baseada nos recursos naturais da região, que além das funções básicas ligadas à terra, como pesca, caça e pastorícia, também permitiu o desenvolvimento de práticas mais avançadas, como a tecelagem, olaria e a metalurgia do cobre.
É provável que o grupo de estruturas megalíticas tenha sido construído entre 2000 e 1600 a.C., no período Calcolítico.
Cerca de dezoito diferentes túmulos megalíticos foram construídos nas colinas circundantes, formando uma necrópole através do uso de diferentes técnicas de construção. O monumento 7 foi construído por volta de meados do terceiro século antes do Nascimento de Cristo, enquanto que o monumento 9 terá sido edificado cerca de 200 a 300 anos depois, na transição do terceiro para o segundo milénio. Aquando da construção do nono túmulo, já o sétimo teria sido selado. O novo túmulo entrou em colapso ainda durante o uso, devido a problemas na estrutura interna, apesar de ser mais robusto, no exterior, do que o seu antecessor. A zona de Alcalar terá sido ocupada originalmente durante cerca de 1500 anos.
Num local perto dos monumentos de Alcalar, conhecido como Monte António José Serrenho, foram encontrados três silos do período romano. Outro vestígio daquele período foi uma sepultura, já destruída, situada perto do túmulo Alcalar 4, onde foram encontrados fragmentos de uma urna de vidro, uma pequena conta azul também em vidro, e uma moeda, talvez do período do imperador Cláudio. O forno de cal situado junto dos monumentos de Alcalar terá sido utilizado no século XVIII.

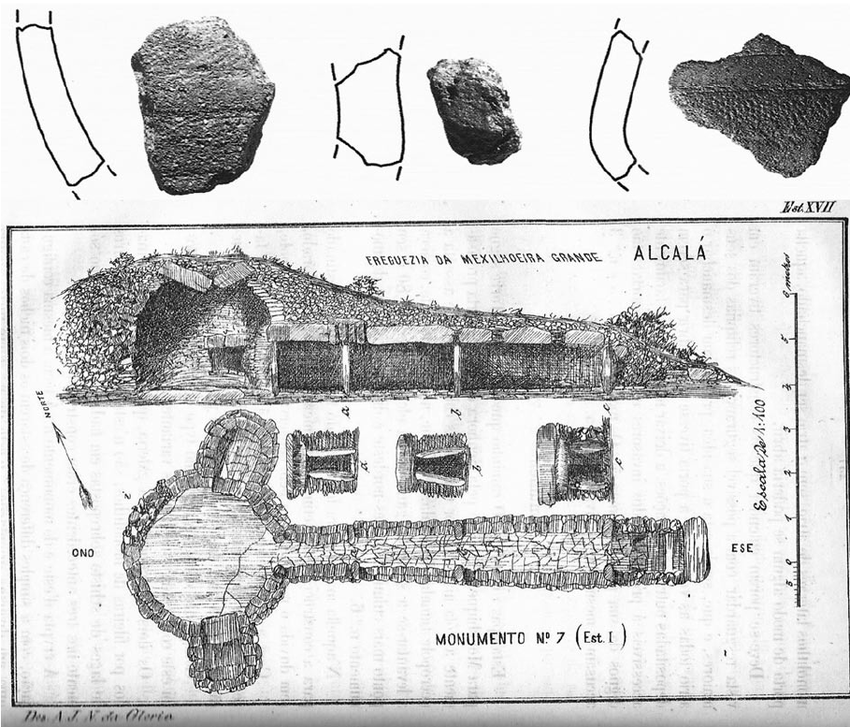
Planta do Monumento 7, desenhada por António José Nunes da Glória e publicada por Estácio da Veiga.

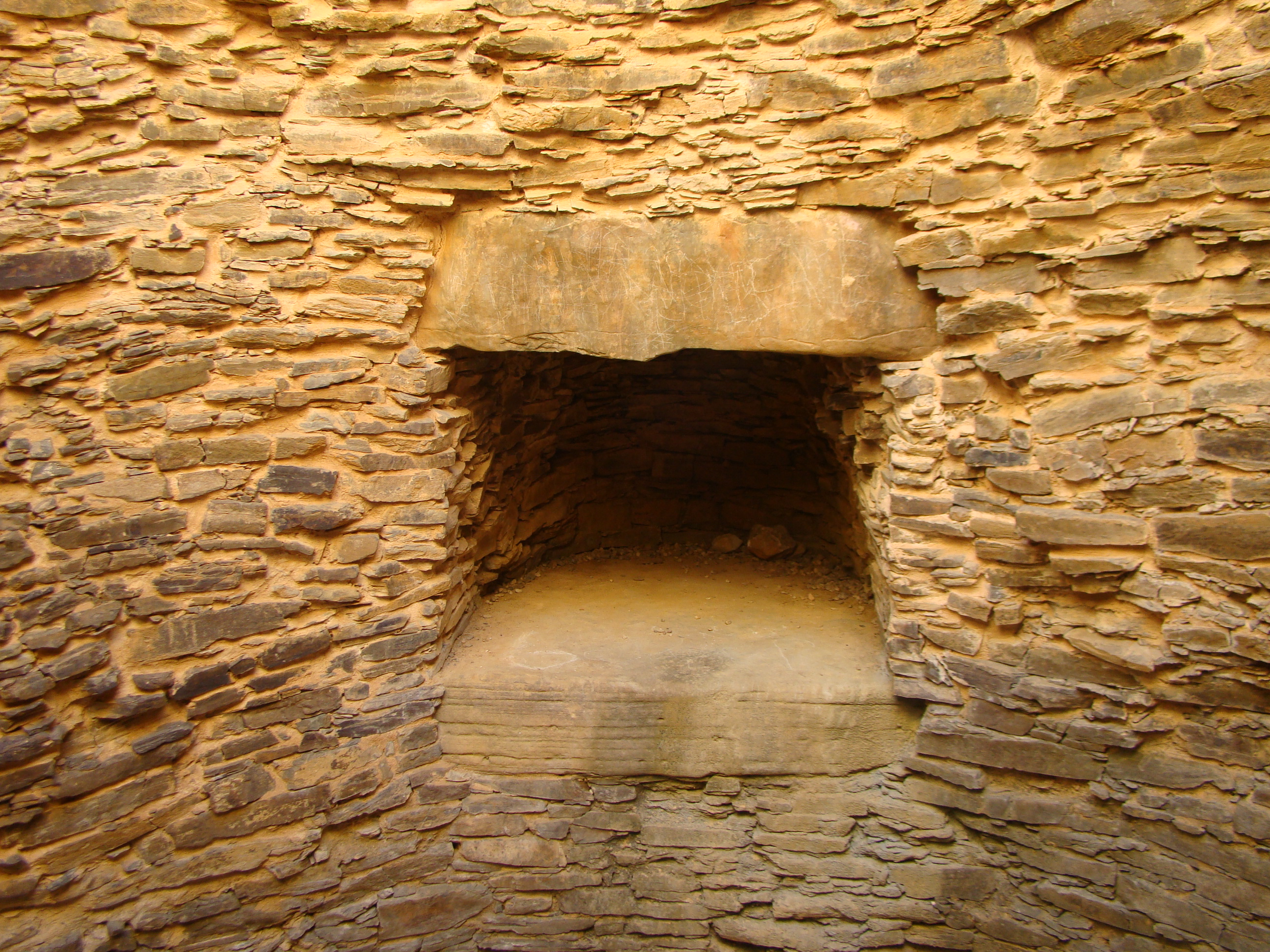
Pormenor de um nicho na cripta do Monumento 7.

### Redescoberta

#### Primeira fase
Os monumentos megalíticos de Alcalar terão sido encontrados em 1880 pelo padre Nunes da Glória, quando fez escavações num outeiro, cuja forma não lhe parecia natural. Assim, colocou a descoberto uma das mamoas, da qual fez vários desenhos, tal como do espólio ali encontrado. No primeiro volume da obra Antiguidades monumentaes do Algarve, Estácio da Veiga refere que «sabendo o padre Gloria que eu estava incumbido de fundar o museu archeologico do Algarve, lançou as suas vistas para os lados de Alcalá;viu alli um outeiro, que não lhe pareceu obra da natureza; chamou gente, e ao cortar a cúpula do montículo, appareceu-lhe um monumento; mas como lhe ficava a uma légua da igreja, onde tinha obrigações quotidianas, a que nunca faltava, limitou-se a pôr á vista o que lhe foi possivel, e tendo d'alli extrahido tantos objectos que encheram cinco grandes caixas, levantou a planta do que chegou a ver, e mandou-me offerecer todos os productos d'aquella bem aventurada pesquiza. O resto da exploração, dizia elle, ficava reservado para mim, e com efeito ficou».
Cerca de dois anos depois iniciaram-se as escavações arqueológicas em grande escala, por Estácio da Veiga, em colaboração com Nunes da Glória, que também deixou várias gravuras dos outros monumentos encontrados. Os materiais recolhidos por Estácio da Veiga foram originalmente preservados no Museu Etnográfico Português, em Lisboa. Os resultados das investigações foram compilados nos primeiro e terceiro volumes da sua obra, Antiguidades Monumentaes do Algarve. No entanto, os métodos utilizados ainda foram muito primitivos, tendo sido abertas trincheiras até ao interior dos monumentos, para tentar encontrar artefactos, levando a danos nas estruturas. Em 1882, o túmulo romano foi alvo de escavações por Estácio da Veiga. Em Dezembro de 1901 foram feitos trabalhos arqueológicos no local, destacando-se a descoberta de uma concha de um molusco da espécie triton.
Em 1933, a sepultura romana foi novamente investigada, tendo os trabalhos sido dirigidos por José Formosinho.
Em 13 de Novembro de 1952, o jornal Correio do Sul noticiou que o arqueólogo Santos Rocha tinha apresentado uma comunicação à Sociedade Arqueológica da Figueira da Foz sobre uma concha encontrada em Alcalar, alegando que teria sido utilizada como instrumento musical, de forma semelhante à que então era praticada pelos pescadores. Em 1957, o investigador Octávio da Veiga Ferreira fez uma comunicação na Casa do Algarve, onde alertou para a possibilidade dos monumentos megalíticos de Alcalar desaparecerem devido ao roubo dos blocos de pedra, que estavam a ser utilizados pelos habitantes locais como material de construção.

#### Segunda fase
Em 1975, o Estado português adquiriu parcialmente o tolo 7. No ano seguinte, uma cerca foi construída para proteger o local. Em 6 de Setembro de 1979, o jornal Correio do Sul reportou que em Agosto desse ano tinham sido iniciada uma nova campanha de escavações em Alcalar, dirigida por José Morais Arnaud e Teresa Júdice Gamito Arnaud, com o apoio da Câmara Municipal de Portimão e da Casa do Povo da Mexilhoeira Grande. Os trabalhos incidiram sobre a antiga povoação onde viviam os construtores dos monumentos megalíticos, tendo sido feitas importantes descobertas sobre a vida quotidiana da comunidade. Em 5 de Outubro desse ano, o Jornal do Algarve noticiou que o casal Arnaud tinha realizado uma conferência no Rotary Clube de Portimão, onde revelaram os resultados das suas escavações em Alcalar.
Em 1980, iniciou-se o Projecto Alcalar, um programa para a investigação do sítio, de forma a obter melhores informações sobre o mesmo. Em 1982, o governo adquiriu a casa rural chamada Courela das Minas e completou reparos ao cerco em torno do local. Na década de 1990, foi organizado o programa «Itinerários Arqueológicos do Alentejo e do Algarve», no âmbito de uma parceria entre a Secretaria de Estado do Turismo e o então Instituto Português do Património Arquitectónico, que promoveu a investigação em Alcalar. Durante os anos 90, foram realizadas escavações do monumento e calcário do Monte de Canelas, resultando na descoberta do espaço usado como ossuário, onde vários rituais foram concluídos, principalmente enterrar o falecido em posição fetal. Estas investigações culminaram na expedição de 8 de abril de 1997. A partir desse ano, a intervenção debruçou-se mais sobre o grupo oriental da necrópole, incluindo a instalação de um centro para visitantes, a musealização e o arranjo paisagístico da zona que podia ser visitada, e a investigação e a realização de obras de conservação no Monumento 7. O propósito destas obras foi facilitar o acesso e o estudo dos monumentos de Alcalar, devido à sua importância para compreender o ambiente do terceiro milénio a. C., e ao mesmo tempo empreender a valorização de um recurso cultural, como parte de um esforço para promover o turismo sustentável. Esta intervenção fez parte de um conjunto de iniciativas em torno de Alcalar, como forma de transmitir à sociedade em geral o conhecimento científico sobre os monumentos, e que também incluíram a divulgação dos resultados obtidos no âmbito do Projecto Alcalar, a realização de conferências e de visitas comentadas, a publicação de vários textos, como artigos científicos e de divulgação, roteiros e monografias, e a organização do evento anual Um Dia na Pré-História.
Em 23 de outubro de 1998, sob os auspícios do Programa de Salvaguarda e Valorização do Conjunto Pré-histórico de Alcalar, expedição 18 364/98, (publicado no Diário da República, Série 2, 245), o Estado passou a expropriar os edifícios rurais no centro da freguesia da Mexilhoeira Grande (nos termos do artigo 160, Secção J). Isto foi seguido em 7 de maio de 1999, sob o mesmo programa, no âmbito do Despacho 9109/99 (publicado no Diário da República, Série 2, 106), a aquisição da casa rural Courela das Minas, nos termos do artigo 161, seção J, para um centro interpretativo, desenhado por João Santa-Rita. Em 1998, o Instituto Português do Património Arquitetónico (IPPAR) foi envolvido no trabalho de restauração do túmulo, como o acesso à galeria de tolo 7, a recomposição dos megalitos, a drenagem dos espaços e proteção adequada do local, que envolveu ainda um estudo geotectónico da região. Segundo a empresa ERA Arqueologia, que foi a responsável pela intervenção, procurou-se melhorar as condições de estabilidade físico-química do monumento, através da realização de obras de limpeza, consolidação, aplicação de fixações, e o preenchimento de juntas e faltas na estrutura. Desta forma, procurou-se garantir um sistema eficaz de drenagem, cuja falha resultaria na colonização biológica e na criação de deformações, entre outros problemas. Este processo foi complicado pela situação do monumento, ao ar livre.
Em outubro de 2000 foi inaugurado o Centro de Acolhimento e Interpretação dos Monumentos, construído pelo IPPAR, e nesse ano também foi aberto ao público o Monumento 7, após as obras de conservação. Ainda em 2000, a sepultura e os silos romanos de Alcalar foram alvo de pesquisas arqueológicas.

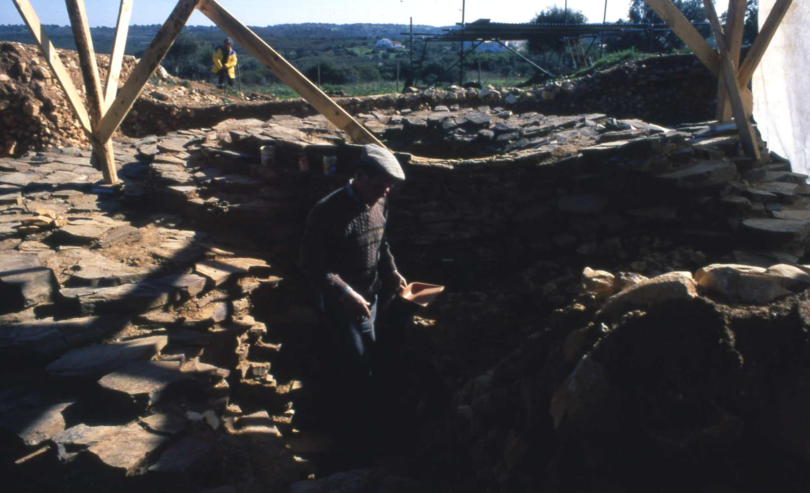
Escavações no Monumento 7, em 2007.

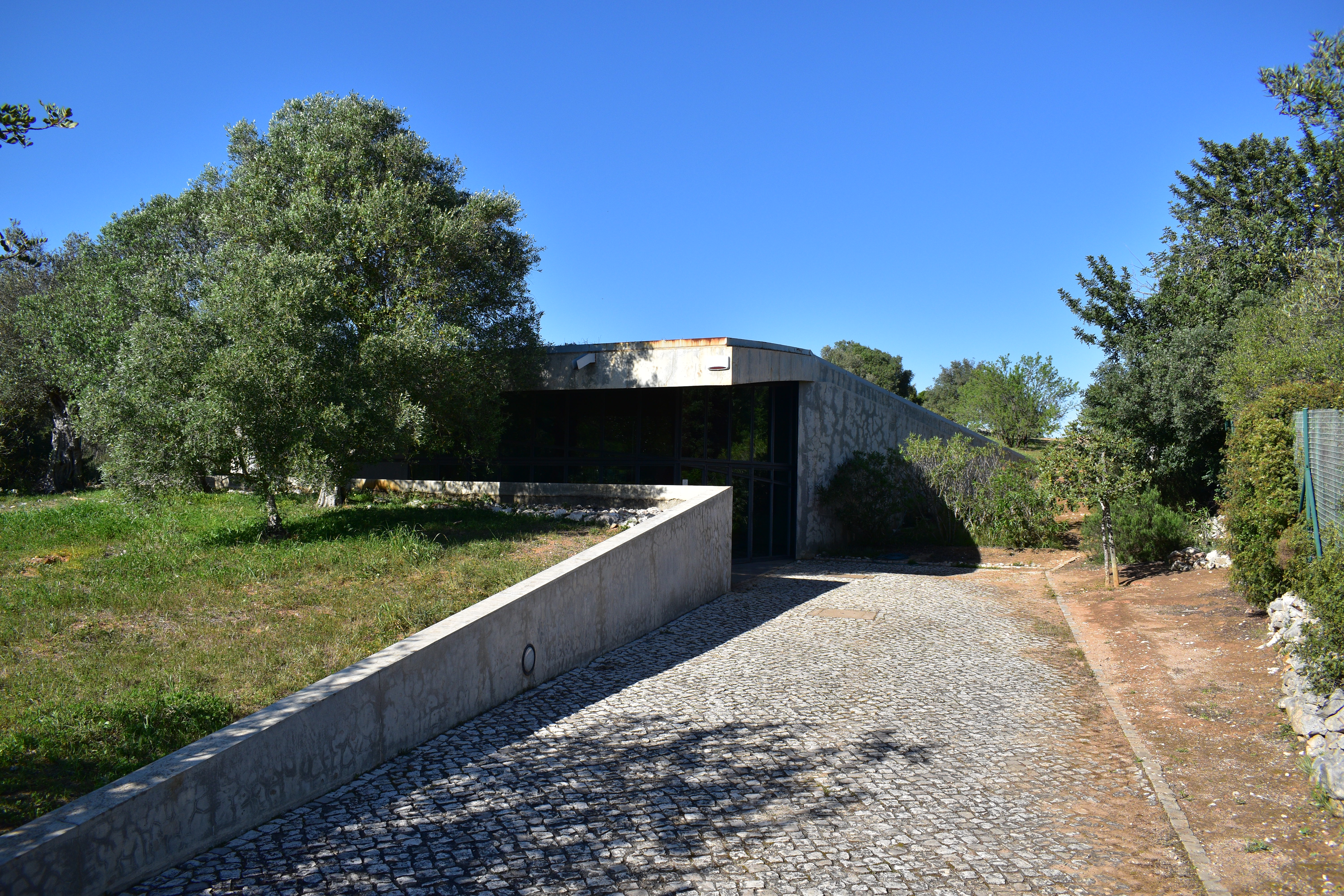
Centro de interpretação.

#### Terceira fase
Posteriormente, iniciaram-se as pesquisas arqueológicas no Monumento 9, igualmente no âmbito do Projecto Alcalar, tendo-se desta forma melhorado os conhecimentos sobre ambas as estruturas, especialmente do ponto de vista arquitectónico, não só no interior mas no espaço em redor, que tinha funções cerimoniais.
Em 2008, foram feitas obras de consolidação no monumento 9. Em 25 de agosto desse ano, o DRCAlgarve, propôs a extensão da zona de protecção dos monumentos. Este foi apoiado em 3 de Março de 2009 pelo Conselho Consultivo do IGESPAR para o alargamento da zona de classificação. O Centro Interpretativo foi transferido, em 1 de Março de 2012, a partir da gestão da Direção Regional de Cultura do Algarve (DCRAlg) a uma parceria com o governo municipal de Portimão, tornando-se um núcleo do museu local. Na edição de 2015 da recriação histórica em Alcalar, foi apresentada a cerveja Alcalar, um produto baseado nos métodos de fabrico durante a pré-história, utilizando plantas que existiam naquele período. A bebida foi reintroduzida na edição de 2016 com uma nova receita, sem utilizar lúpulo, ingrediente que não era empregue na fermentação da cerveja.

Em Fevereiro de 2018, estavam quase concluídas as obras de recuperação do Monumento 9, no âmbito de um programa que incluiu a reconstrução do edifício, a execução dos arranjos no exterior, e a publicação de monografia sobre o túmulo e os trabalhos em si. O interior do edifício foi mantido, uma vez que já tinha sido anteriormente alvo de obras de consolidação, tendo sido apenas enchido com leca, de forma a garantir a estabilidade do monumento, que se encontrava num estado muito debilitado. Também foram feitas de obras de reparação na fachada do túmulo, onde ainda são visíveis as pedras inclinadas devido à queda da estrutura, e foram instalados drenos para impedir a acumulação de água naquele local quando chovia.

Conjunto de artefactos, entre os quais uma pulseira, pontas de setas, cabeças de machados, facas e um pote, encontrados em Alcalar. Em exposição no Museu de Portimão

 Durante o restauro da fachada, foram apenas reutilizadas pedras da estrutura de condenação ou fecho do túmulo, que se iniciava no interior e depois rodeava o exterior do edifício. Estes trabalhos foram feitas como uma intervenção reversível, ou seja, facilitando a realização de futuras análises no terreno ou obras de outros tipos. Este método foi utilizado não só devido à importância do monumento na região do Algarve, mas também para servir de exemplo para futuras obras. Estas obras foram candidatadas pela Direcção Regional de Cultura do Algarve ao Programa Operacional CRESC Algarve 2020, tendo importado em cerca de 106 Mil euros, suportados em 60% pelo Fundo Europeu de Desenvolvimento Regional. Nesse período, previa-se que as obras estariam terminadas em Maio, quando o monumento 9 seria mostrado ao público no âmbito das comemorações do aniversário do Museu de Portimão, e do evento anual Um Dia na Pré-História, realizado em Alcalar. Com a conclusão das obras no Monumento 9, encerrou-se um ciclo de pesquisa e valorização do grupo oriental das necrópoles de Alcalar, que durou cerca de vinte anos, tendo sofrido vários atrasos devido a problemas de financiamento na área da cultura. Durante este período, também foi ampliado o conhecimento sobre Alcalar noutras áreas, como a ocupação humana da zona entre o quinto e segundo milénio a.C., que foi divida em cinco grandes períodos, e a arquitectura da área residencial. Devido a estas pesquisas, foi possível ampliar a zona protegida como Monumento Nacional, de forma a englobar todos os vestígios da antiga povoação de Alcalar. Também em Maio de 2018, a autarquia e a Comissão de Coordenação e Desenvolvimento Regional e a autarquia de Portimão apresentaram ao público as propostas que tinham sido alvo de uma candidatura aos fundos europeus, entre as quais se incluía a instalação de equipamentos e estruturas de apoio em Alcalar.

Artefacto, possivelmente um colar, adornado com elementos geométricos, encontrado em Alcalar. Em exposição no Museu de Portimão.

Em Maio de 2019, a arqueóloga espanhola Elena Morán apresentou o seu livro El Asentamiento Prehistórico de Alcalar (Portimão, Portugal) na Faculdade de Letras de Lisboa, onde descreveu as diversas pesquisas que foram feitas em Alcalar até 2014, tanto pelo governo como pela autarquia de Portimão. Em conjunto com Rui Parreira, também arqueólogo, passaram várias décadas a estudar os monumentos de Alcalar. Também em Maio desse ano, teve lugar o evento Um Dia na Pré-História em Alcalar, que incluiu actividades interactivas sobre várias facetas da vida pré-histórica, incluindo olaria, caça, gravuras, tecelagem, preparação dos alimentos e produção de cerveja, moagem, fabrico de utensílios e de adornos, e o processo para a movimentação dos monolitos. Este evento é organizado de forma anual, no âmbito do programa DiVaM - Divulgação e Valorização dos Monumentos, da Direcção Regional de Cultura do Algarve, tendo atingido um número recorde de espectadores em 4 de Maio de 2019, com 1600 pessoas.

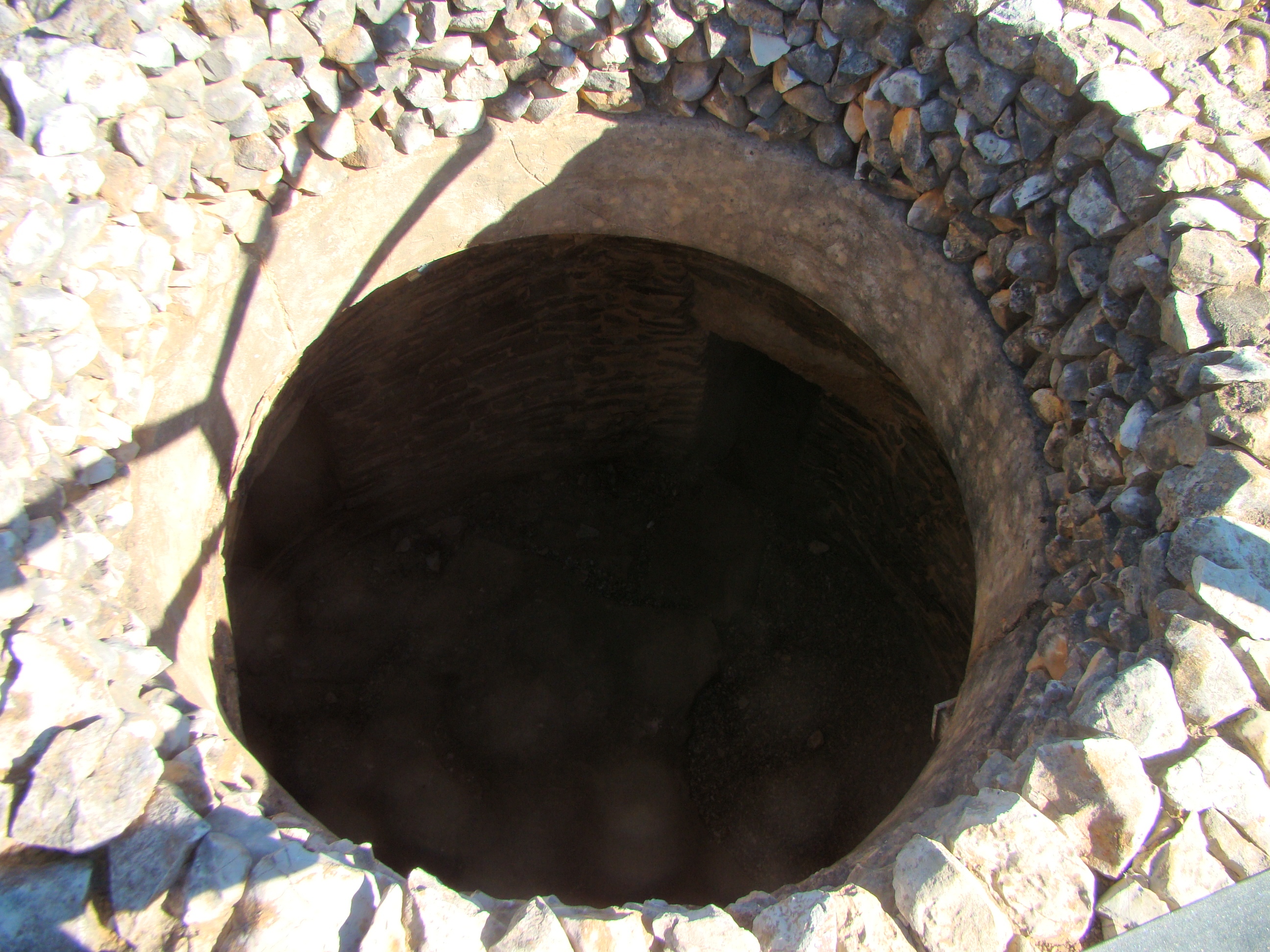
Furo na cúpula do monumento 7, mostrando o interior da cripta.

## Leitura recomendada
- MORÁN, Elena Morán; PARREIRA, Rui Parreira; SANTA-Rita, João (2007). Alcalar: monumentos megalíticos. Col: Roteiros da arqueologia portuguesa. Volume 10. Lisboa: IGESPAR Instituto de Gestão do Património Arquitetónico e Arqueológico. 109 páginas. ISBN 978-989-8052-05-6
- PARREIRA, Rui; ALVES, Dora; RIBEIRO, Manuel (2009). Era uma vez... na pré-história: Alcalar: monumentos megalíticos. Portimão: Câmara Municipal de Portimão. 16 páginas. ISBN 978-989-95125-2-8
- MORÁN, Elena; PARREIRA, Rui (2004). Alcalar 7: Estudo da reabilitação de um monumento megalítico. Lisboa: Instituto Português do Património Arquitectónico. 335 páginas. ISBN 972-8736-29-0
- MORÁN, Elena (2018). El asentamiento prehistórico de Alcalar (Portimão, Portugal): la organización del territorio y el proceso de formación de um estado prístino en la bahía de Lagos en el tercer milenio A.N.E. Col: Estudos e Memórias (em espanhol). Volume XII. Lisboa: Centro de Arqueologia da Universidade de Lisboa. 312 páginas. ISBN 978-989-99146-7-4